# Elena Uhlig

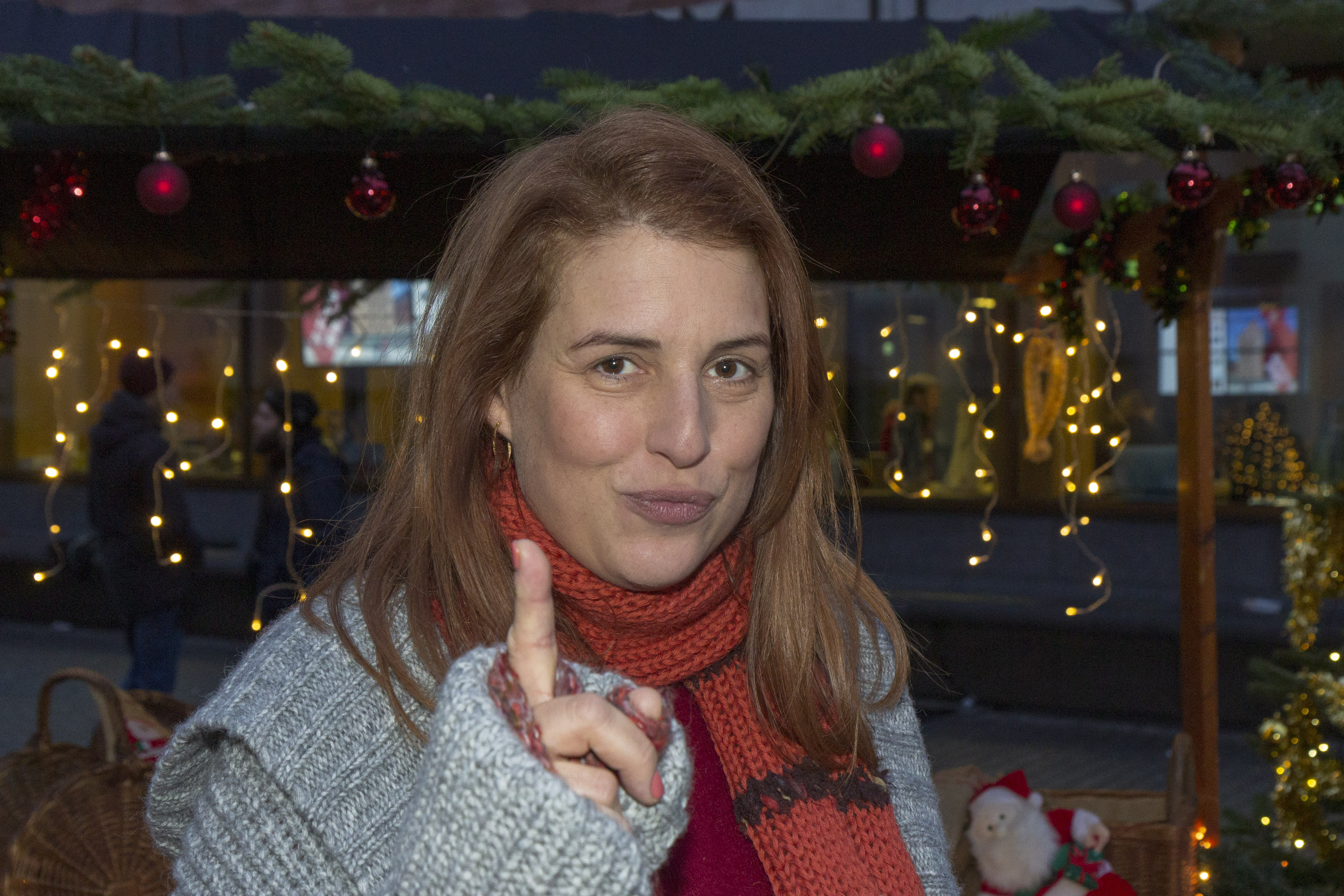
Elena Uhlig (2019)

Elena Uhlig (* 31. Juli 1975 in Düsseldorf) ist eine deutsche Schauspielerin, Autorin und Fernsehmoderatorin. Seit 2001 stand Uhlig in über 90 Film- und Fernsehproduktionen vor der Kamera. Bekannt wurde sie vor allem als Kommissarin Nina Metz in der Sat.1-Krimiserie Mit Herz und Handschellen.

## Leben und Karriere
Elena Uhlig wurde 1975 in Düsseldorf als Tochter einer Deutschen und eines Griechen geboren. Sie wuchs als Einzelkind bei der Mutter in ihrer Geburtsstadt auf. Von 1995 bis 1998 studierte sie Schauspiel an der Hochschule für Schauspielkunst Ernst Busch in Berlin.
Ihr Filmdebüt gab Uhlig 2001 als Carmen in dem deutsch-tschechischen Horrorfilm Swimming Pool – Der Tod feiert mit; ihr Fernsehdebüt als Polizistin in der ARD-Krankenhausserie In aller Freundschaft. Ab 2002 wurde sie als Kommissarin Nina Metz in der Sat.1-Krimiserie Mit Herz und Handschellen einem breiten Publikum bekannt. 2004 folgte die Hauptrolle der Annabelle Singer in Hansjörg Thurns Filmkomödie Schöne Männer hat man nie für sich allein. Im selben Jahr war sie in einer Nebenrolle im Kinofilm Alles auf Zucker! zu sehen. Til Schweiger besetzte Elena Uhlig 2007 in seiner erfolgreichen Filmkomödie Keinohrhasen, wo sie die Rolle der Miriam, einer Kollegin der Hauptfigur Ludo Decker spielte. 2018 war Elena Uhlig als Hape Kerkelings Tante Gertrud in der Romanverfilmung Der Junge muss an die frische Luft auf der Kinoleinwand zu sehen. 2019 sah man sie als schwangere Sandra in einer der Hauptrollen in Jan Georg Schüttes Improvisationsfilm Klassentreffen über eine Schulklasse, die vor 25 Jahren ihr Abitur absolviert hat, und sich nach all der Zeit wiedersieht. In dem im Dezember 2020 erstausgestrahlten Fernsehfilm Weihnachtstöchter war sie neben Gesine Cukrowski und Felicitas Woll eine von drei zerstrittenen Halbschwestern, die in der Adventszeit um das Erbe ihres, bei einem Verkehrsunfall ums Leben gekommenen, Vaters streiten. In dem Film Schon tausendmal berührt spielte Elena Uhlig die Rolle der bayerischen Dorfbewohnerin Sabrina Authaler, deren Freundin Ella für ihre Hochzeit in ihr gemeinsames Heimatdorf zurückkehrt und ihre alte Dreiecksfreundschaft mit dem Bauern Florian aufleben lässt. Seit 2023 verkörpert sie in Der Bremerhaven-Krimi die Hauptrolle der Katta Strüwer von der Bremerhavener Sondereinheit. Ebenfalls seit 2023 spielt sie an der Seite von Friedrich von Thun in der Endlich Freitag im Ersten-Reihe Zimmer mit Stall die Rolle der Pensionswirtin und Bürgermeisterin Sophie Böhmler, die zuvor von Aglaia Szyszkowitz gespielt worden war.

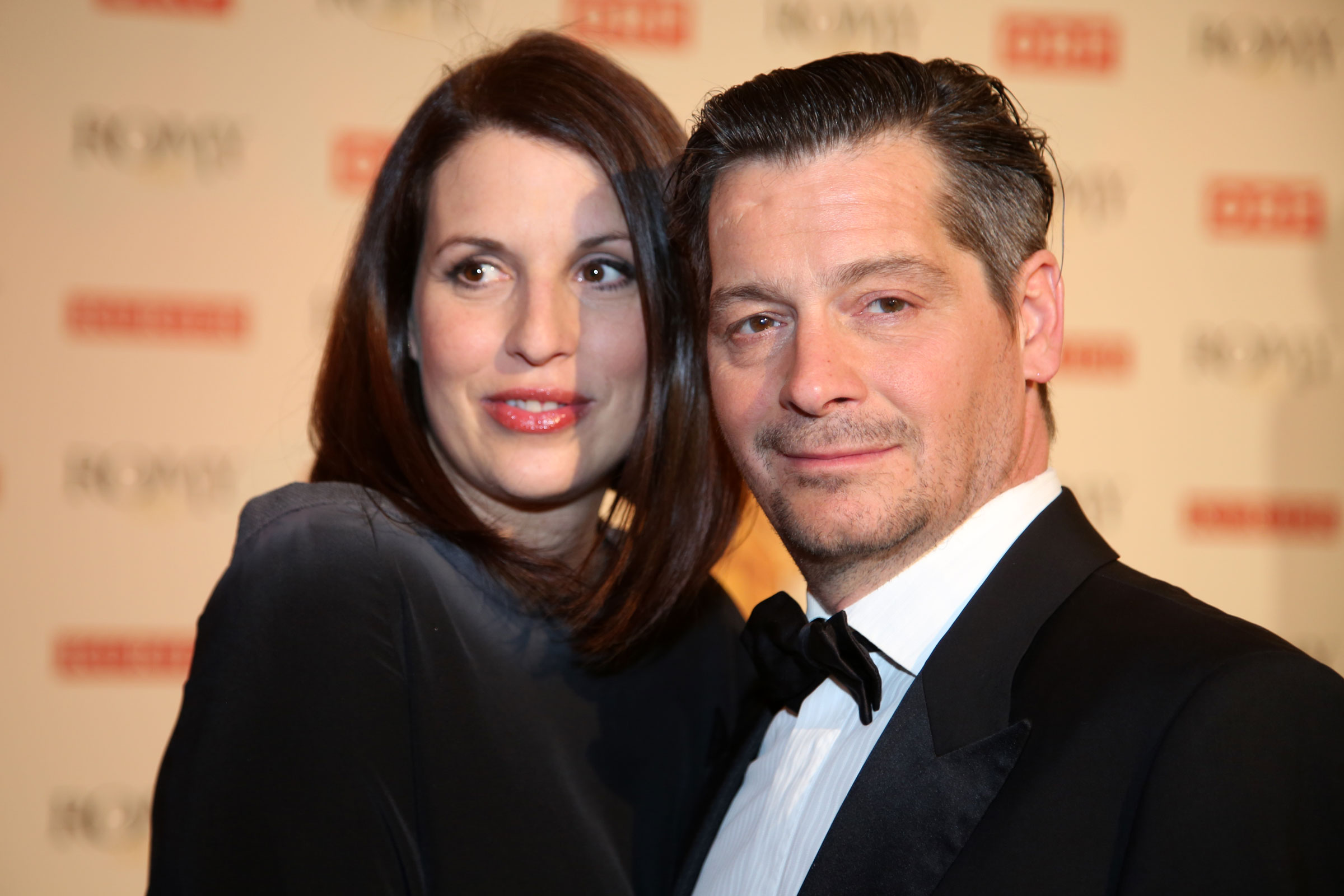
Elena Uhlig mit ihrem Mann Fritz Karl (2015)

Neben ihrer Schauspieltätigkeit betätigt sich Elena Uhlig auch als Hörspielsprecherin. Seit den 2000er-Jahren arbeitet sie für mehreren Produktionen von Deutschlandradio Kultur (DLR Berlin), darunter Werkslesungen der Schriftsteller Karin Fossum und  Linda Barnes. Zudem war sie Mitgeschäftsführerin einer Kinderkochküche und eines Onlineshops für Kinderkochaccessoires. Mit ihrem ersten Buch Mein Gewicht und ich – eine Liebesgeschichte in großen Portionen kam sie 2016 in die Spiegel-Bestsellerliste. Im selben Jahr moderierte sie die erste Staffel der ZDF-Kochsendung Stadt, Land, Lecker. Im Januar 2022 moderierte sie gemeinsam mit Sven Plöger den Kölner Treff im WDR. Zusammen mit ihrem Mann geht sie seit 2024 deutschlandweit mit dem Programm Beziehungsstatus: erledigt, einer Mischung aus Texten von Erich Kästner, Kurt Tucholsky, Heinrich Heine und Uhlig selbst, auf Tournee.
Seit 2006 lebt sie mit dem österreichischen Schauspieler Fritz Karl zusammen. Das Paar hat zwei Söhne (* 2007 und 2010) und zwei Töchter (* 2015 und 2018). 2019 zog sie mit der Familie von Traunkirchen in Österreich nach München-Lehel. Das Paar heiratete im November 2023.

## Filmografie

### Spielfilme
- 2001: Swimming Pool – Der Tod feiert mit
- 2002: Problemzone Mann
- 2002: Liebe ist ein Roman
- 2002: Wen küsst die Braut?
- 2002: Ein ganzer Kerl für Mama
- 2003: Ich back’ mir einen Mann
- 2004: Schöne Männer hat man nie für sich allein
- 2004: Ein krasser Deal
- 2004: Grüße aus Kaschmir
- 2004: Alles auf Zucker!
- 2005: Tote Hose – Kann nicht, gibt’s nicht
- 2005: Ein Hund, zwei Koffer und die ganz große Liebe
- 2006: Der Untergang der Pamir
- 2006: 3 Engel auf der Chefetage
- 2006: Entführ’ mich, Liebling
- 2007: GG 19 – Deutschland in 19 Artikeln
- 2007: Keinohrhasen
- 2008: Der Mann an ihrer Seite
- 2009: Butter bei die Fische
- 2009: Plötzlich Onkel
- 2009: Auf der Suche nach dem G.
- 2010: Das Geheimnis der Wale
- 2010: Sexstreik!
- 2010: Die Wanderhure
- 2011: Lichtblau – Neues Leben Mexiko
- 2012: Zum Kuckuck mit der Liebe
- 2012: Zwei übern Berg
- 2012: Unter Frauen
- 2012: Nägel mit Köppen
- 2012: Trau niemals deiner Frau
- 2013: Ein weites Herz – Schicksalsjahre einer deutschen Familie
- 2013: Flaschenpost an meinen Mann
- 2013: Alles für meine Tochter
- 2013: Helden – Wenn dein Land dich braucht
- 2013: Schon wieder Henriette
- 2014: 16 über Nacht!
- 2017: Die Ketzerbraut
- 2017: Auf der anderen Seite ist das Gras viel grüner
- 2018: Der Junge muss an die frische Luft
- 2019: Klassentreffen
- 2019: Nur mit Dir zusammen
- 2020: Eine harte Tour
- 2020: Weihnachtstöchter
- 2021: Mich hat keiner gefragt
- 2021: Wenn das fünfte Lichtlein brennt
- 2022: Schon tausendmal berührt
- 2022: Das weiße Schweigen
- 2024: Chantal im Märchenland
- 2024: Alle Jahre wieder

### Fernsehserien und -reihen
- 2001: In aller Freundschaft (Folge: Fahrerflucht)
- 2001: Das Traumschiff: Bermudas (Fernsehreihe)
- 2002–2003: Im Namen des Gesetzes (verschiedene Rollen, 3 Folgen)
- 2002–2010: Mit Herz und Handschellen (22 Folgen)
- 2003: Rosamunde Pilcher: Sternschnuppen im August (Fernsehreihe)
- 2004: Der Ferienarzt: …auf Korfu (Fernsehreihe)
- 2005: Ein Fall für zwei (Folge: Die letzte Chance)
- 2005, 2012: SOKO Leipzig (verschiedene Rollen, 2 Folgen)
- 2006: Typisch Sophie (Folge: Auf Treu und Glauben)
- 2006: Das Traumschiff: Botswana (Fernsehreihe)
- 2006: Tatort: Liebe macht blind (Fernsehreihe)
- 2006–2007: Das Beste aus meinem Leben (8 Folgen)
- 2008: Tatort: Müll
- 2009: Wilsberg: Doktorspiele (Fernsehreihe)
- 2010–2012: Der Doc und die Hexe (Fernsehreihe, 4 Folgen)
- 2011: Der Alte (Folge: Kaltes Grab)
- 2011: Der Bergdoktor (Folge: Eiszeit, Zweiteiler)
- 2012: Der letzte Bulle (Folge Alles Verräter)
- 2012: SOKO Köln (Folge Unter Verdacht)
- 2014: Die Familiendetektivin (10 Folgen)
- 2014: Dr. Klein (Folge Schluss mit lustig)
- 2015: SOKO München (Folge Chaos im Kopf)
- 2015: Heldt (Folge Fahnenklau)
- 2015: Katie Fforde: Das Weihnachtswunder von New York (Fernsehreihe)
- 2017: Der Staatsanwalt (Folge: Tödliche Übernahme)
- 2019: Klassentreffen (4 Folgen)
- 2019: Vier Frauen und ein Todesfall (8 Folgen)
- 2020: Tatort: Das Team
- 2021: Tilo Neumann und das Universum (8 Folgen)
- 2022: Nächste Ausfahrt Glück – Song für die Freiheit (Fernsehreihe)
- 2023: Landkrimi – Steirerangst (Fernsehreihe)
- 2023: Zimmer mit Stall – Das Blaue vom Himmel (Fernsehreihe)
- 2023: Zimmer mit Stall – Kuhhandel (Fernsehreihe)
- 2023: Der Bremerhaven-Krimi: Tödliche Fracht (Fernsehreihe)
- 2024: Marie fängt Feuer – Aufbruch ins Ungewisse (Fernsehreihe)

## Hörspiele
- 2000: Heiner Grenzland: New York City – 48th Floor (Where are you? C'est toi?) – Regie: Heiner Grenzland (Hörspiel – DLR Berlin)
- 2001: Karin Fossum: Fremde Blicke – Regie: Götz Naleppa (Hörspiel – DLR Berlin)
- 2001: Linda Barnes: Carlotta steigt ein – Regie: Klaus-Michael Klingsporn (Hörspiel – DLR Berlin)
- 2002: Linda Barnes: Ein Schnappschuss für Carlotta – Regie: Klaus-Michael Klingsporn (Hörspiel – DLR Berlin)

## Veröffentlichungen
- Mein Gewicht und ich – Eine Liebesgeschichte in großen Portionen. Illustrationen von Gabriele Meermann. Knaur, München 2016, ISBN 978-3-426-65571-9.
- Qualle vor Malle – Urlaub mit Familie, Chaos inclusive. Knaur, München 2018, ISBN 978-3-426-78958-2.
- Doch, das passt, ich hab’s ausgemessen! – Eine Frau weiß, wenn sie recht hat. Knaur, München 2019, ISBN 978-3-426-78959-9.
- Hot Cuisine Einfach Französisch. Edel Verlagsgruppe, München 2022, ISBN 978-3-96584-251-9
- 50 ist kein Tempolimit, Knaur, München 2025, ISBN 978-3-426-79158-5